# Lamellibrachia
Lamellibrachia is een geslacht van borstelwormen uit de familie van de Siboglinidae. Het geslacht is in 1969 door Webb voor het eerst wetenschappelijk beschreven.

## Soorten
- Lamellibrachia anaximandri Southward, Andersen & Hourdez, 2011
- Lamellibrachia barhami Webb, 1969
- Lamellibrachia columna Southward, 1991
- Lamellibrachia juni Miura & Kojima, 2006
- Lamellibrachia luymesi van der Land & Nørrevang, 1975
- Lamellibrachia satsuma Miura, 1997
- Lamellibrachia victori Mañe-Garzon & Montero, 1985